# Rutherford County (Tennessee)
Rutherford County ist ein County im Bundesstaat Tennessee der Vereinigten Staaten. Das U.S. Census Bureau hat bei der Volkszählung 2020 eine Einwohnerzahl von 341.486 ermittelt. Der Verwaltungssitz (County Seat) ist Murfreesboro.

## Geographie
Das County liegt im geographischen Zentrum von Tennessee und hat eine Fläche von 1616 Quadratkilometern, wovon 13 Quadratkilometer Wasserfläche sind. Es grenzt im Uhrzeigersinn an folgende Countys: Wilson County, Cannon County, Coffee County, Bedford County, Marshall County, Williamson County und Davidson County. Das Stones River National Battlefield liegt im Rutherford County.

### Citys und Towns
- Eagleville
- La Vergne
- Murfreesboro
- Smyrna

### Unincorporated Communities
- Allisona (teilweise)
- Blackman
- Lascassas
- Rockvale
- Walterhill
- Christiana

## Geschichte
Rutherford County wurde am 25. Oktober 1803 aus Teilen des Davidson County gebildet. Benannt wurde es nach Griffin Rutherford (1731–1805), einem Offizier und General in der Miliz der von North Carolina und frühen Politiker des Südwest-Territoriums.

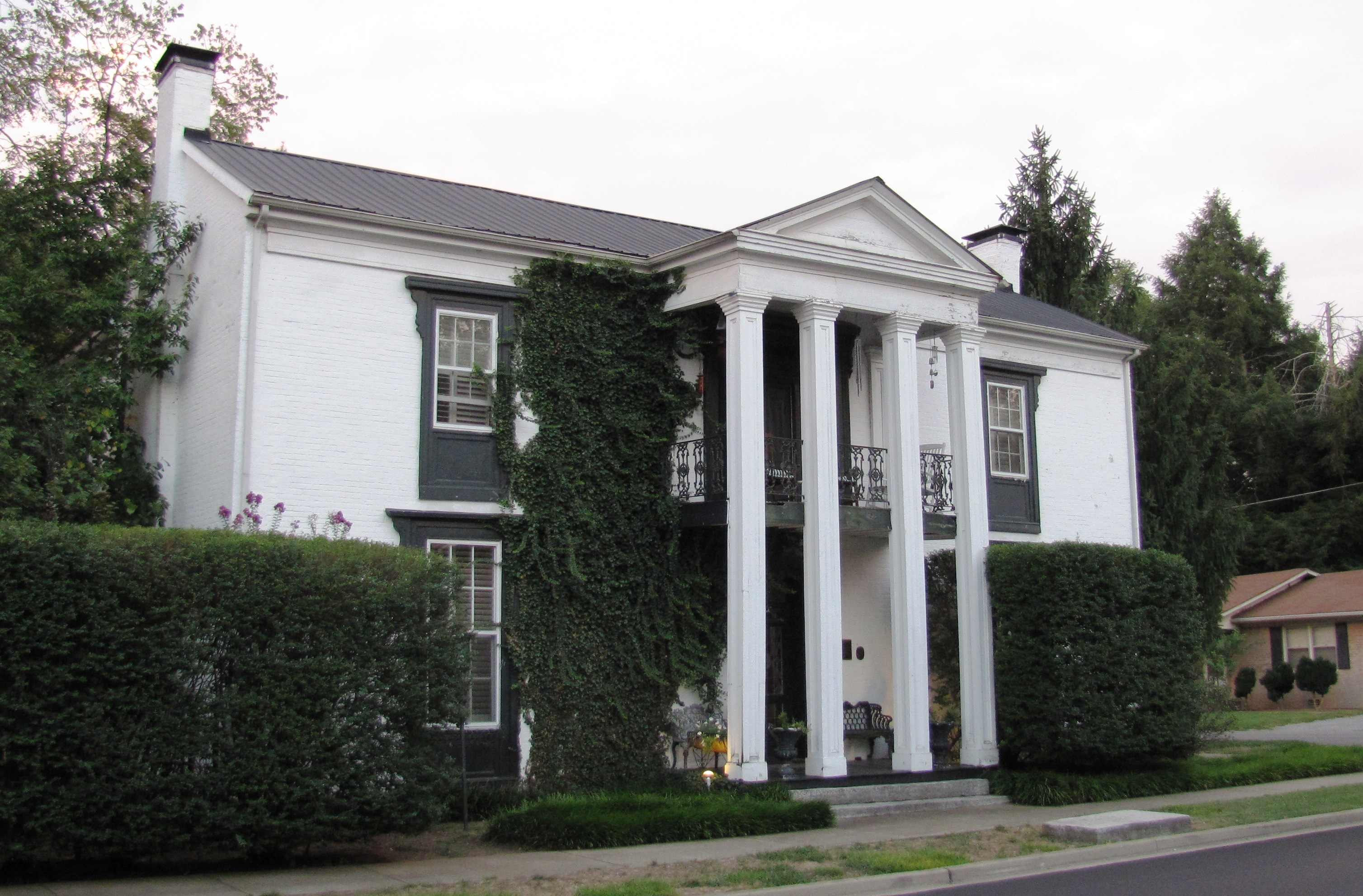
Das Collier-Lane-Crichlow House ist einer von 49 Einträgen des Countys im NRHP.

49 Bauwerke und Stätten des Countys sind im National Register of Historic Places (NRHP) eingetragen (Stand 2. September 2018).

## Demografische Daten

Alterspyramide Rutherford County

Nach der Volkszählung im Jahr 2000 lebten im Rutherford County 182.023 Menschen in 66.443 Haushalten und 47.440 Familien. Die Bevölkerungsdichte betrug 114 Einwohner pro Quadratkilometer. Ethnisch betrachtet setzte sich die Bevölkerung zusammen aus 85,73 Prozent Weißen, 9,51 Prozent Afroamerikanern, 0,29 Prozent amerikanischen Ureinwohnern, 1,90 Prozent Asiaten, 0,04 Prozent Bewohnern aus dem pazifischen Inselraum und 1,32 Prozent aus anderen ethnischen Gruppen; 1,20 Prozent stammten von zwei oder mehr Ethnien ab. 2,78 Prozent der Bevölkerung waren spanischer oder lateinamerikanischer Abstammung.
Von den 66.443 Haushalten hatten 37,8 Prozent Kinder und Jugendliche unter 18 Jahre, die bei ihnen lebten. 56,3 Prozent waren verheiratete, zusammenlebende Paare, 11,2 Prozent waren allein erziehende Mütter und 28,6 Prozent waren keine Familien. 20,8 Prozent waren Singlehaushalte und in 5,1 Prozent lebten Personen im Alter von 65 Jahren oder darüber. Die Durchschnittshaushaltsgröße betrug 2,65 und die durchschnittliche Haushaltsgröße betrug 3,09 Personen.
26,4 Prozent der Bevölkerung waren unter 18 Jahre alt, 13,2 Prozent zwischen 18 und 24, 33,5 Prozent zwischen 25 und 44, 19,4 Prozent zwischen 45 und 64 und 7,5 Prozent waren älter als 65. Das Durchschnittsalter betrug 31 Jahre. Auf 100 weibliche Personen kamen statistisch 99,1 männliche Personen und auf 100 Frauen im Alter von 18 Jahren und darüber kamen 97,2 Männer.
Das jährliche Durchschnittseinkommen eines Haushalts betrug 46.312 USD, das Durchschnittseinkommen der Familien betrug 53.553 USD. Männer hatten ein Durchschnittseinkommen von 36.788 USD, Frauen 26.555 USD. Das Prokopfeinkommen betrug 19.938 USD. 5,8 Prozent der Familien und 9,0 Prozent der Einwohner lebten unterhalb der Armutsgrenze.